# Зачупейко, Сергей Юрьевич
Сергей Юрьевич Зачупейко (род. 5 января 1988, Орск, Оренбургская область) — российский хоккеист, нападающий. Тренер.

## Биография
Начинал играть в Орске в ДЮСШ-4, воспитанник «Салавата Юлаева». С сезона 2004/05 играл за «Салават Юлаев-2» в первой лиге, в начале и конце сезона 2007/08 провёл два матча за «Салават Юлаев» в Суперлиге. В сезонах 2008/09 — 2009/10 играл за «Торос» Нефтекамск в высшей лиге. Выступал в ВХЛ за клуб «Ариада-Акпарс» / «Ариада» Волжск.
Участник чемпионата мира среди юниоров 2006.
Окончил гимназию № 2 Орска, Оренбургский государственный университет (2010, менеджер); Уральский государственный университет физической культуры (Уфа) (2011, специалист по физической культуре и спорту).
С 2015 года — тренер в школе «Волна» Казань, в сезоне 2021/22 — тренер в «Динамо» Казань.